# 约翰·施特劳斯 (经济学家)
约翰·施特劳斯（英語：John Strauss），经济学家，密歇根州立大学经济学与农业经济学博士，中华人民共和国教育部长江学者讲座教授，现任南加州大学经济学教授，《发展经济学》杂志主编，